# Donato Acciaiuoli

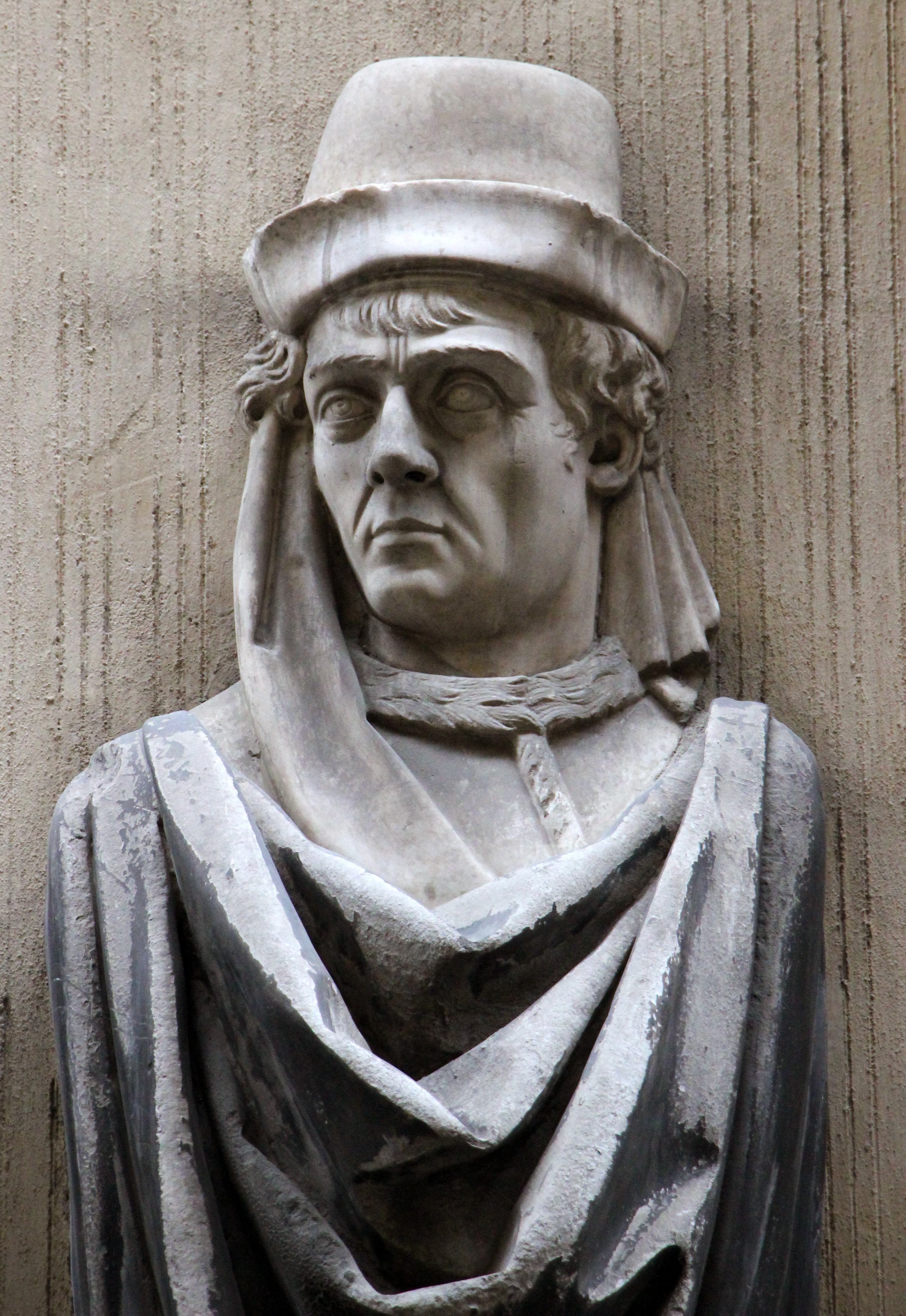
Büste am Palazzo dei Visacci in Florenz

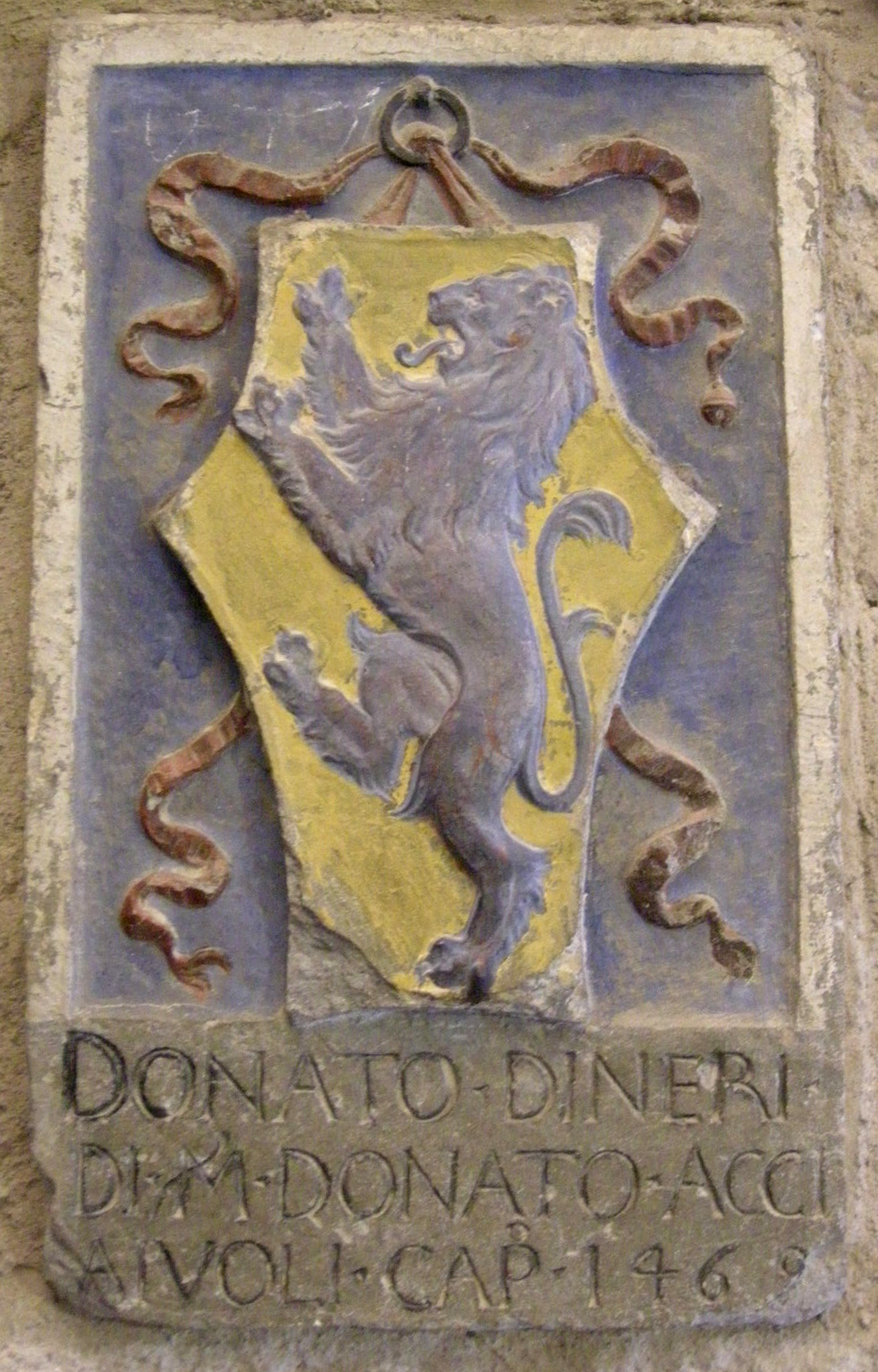
Wappen von Acciaiuoli in Volterra

Donato Acciaiuoli (* 15. März 1429 in Florenz; † 28. August 1478 in Mailand) war ein italienischer Gelehrter.
Donato entstammt der Familie Acciaiuoli aus Florenz.
Er schrieb eine lateinische Übersetzung von einigen Werken Plutarchs, Kommentare zu Aristoteles Ethik und Politik sowie über das Leben von Hannibal, Scipio und Carolus Magnus (Karl der Große). Bei dem Werk zu Aristoteles kooperierte er mit seinem Meister Johannes Argyropulos. 1473 wurde er Gonfaloniere von Florenz.